# Élections sénatoriales de 2017 dans les Hauts-de-Seine
Les élections sénatoriales dans les Hauts-de-Seine ont lieu le dimanche 24 septembre 2017. Elles ont pour but d'élire les sénateurs représentant le département au Sénat pour un mandat de six années.

## Contexte départemental
Lors des élections sénatoriales de 2011 dans les Hauts-de-Seine, sept sénateurs ont été élus selon un mode de scrutin proportionnel : un DVD, un EELV, un NC, une PCF, un PS et deux UMP.
Depuis, tous les effectifs du collège électoral des grands électeurs ont été renouvelés, avec les élections législatives de 2017, les élections régionales de 2015, les élections départementales de 2015 et les élections municipales de 2014.

## Sénateurs sortants
| Sénateur | Sénateur                 | Parti | Fonctions lors de l'élection en 2011                                                       |
| -------- | ------------------------ | ----- | ------------------------------------------------------------------------------------------ |
|          | Brigitte Gonthier-Maurin | PCF   | Sénatrice sortante                                                                         |
|          | Philippe Kaltenbach      | PS    | Vice-président du conseil régional, vice-président de la CA Sud de Seine, maire de Clamart |
|          | André Gattolin           | LREM  |                                                                                            |
|          | Hervé Marseille          | UDI   | Vice-président du conseil général, maire de Meudon                                         |
|          | Roger Karoutchi          | LR    | Conseiller régional, adjoint au maire de Villeneuve-la-Garenne                             |
|          | Isabelle Debré           | LR    | Sénatrice sortant, première adjointe au maire de Vanves                                    |
|          | Marie-France de Rose     | LR    | Conseillère générale, adjointe au maire de Boulogne-Billancourt                            |

1. ↑  Remplace Jacques Gautier, démissionnaire le 31 décembre 2016.

## Présentation des listes et des candidats
Les nouveaux représentants sont élus pour une législature de 6 ans au suffrage universel indirect par les 2 095 grands électeurs du département. Dans les Hauts-de-Seine, les sénateurs sont élus au scrutin proportionnel plurinominal. Leur nombre reste inchangé, sept sénateurs sont à élire et neuf candidats doivent être présentés sur la liste pour qu'elle soit validée. Chaque liste de candidats est obligatoirement paritaire et alterne entre les hommes et les femmes. Plusieurs listes sont déposées dans le département.
Les listes présentées sont les listes officielles déposées définitivement mais doivent être vérifiées par le ministère de l'Intérieur.

### Pour les communes et les libertés locales (dissidents LR)
| N° | Candidats | Candidats               | Parti | Principale fonction                                                |
| -- | --------- | ----------------------- | ----- | ------------------------------------------------------------------ |
| 01 |           | Philippe Pemezec        | LR    | Maire du Plessis-Robinson                                          |
| 02 |           | Christine Lavarde       | LR    | Première adjointe au maire de Boulogne-Billancourt                 |
| 03 |           | Georges Siffredi        | LR    | Maire de Châtenay-Malabry, vice-président du conseil départemental |
| 04 |           | Joëlle Ceccaldi-Raynaud | LR    | Maire de Puteaux                                                   |
| 05 |           | Rémi Muzeau             | LR    | Conseiller départemental, maire de Clichy                          |
| 06 |           | Nicole Gouéta           | LR    | Maire de Colombes, vice-présidente du conseil départemental        |
| 07 |           | Grégoire de la Roncière | DVD   | Conseiller départemental, maire de Sèvres                          |
| 08 |           | Anne-Christine Bataille | LR    | Conseillère départementale, adjointe au maire de Châtillon         |
| 09 |           | Yves Coscas             | LR    | Adjoint au maire de Clamart                                        |

### Génération 2014 - Réveillons le Sénat! (Les Républicains dissidents)
| N° | Candidats | Candidats         | Parti | Principale fonction                           |
| -- | --------- | ----------------- | ----- | --------------------------------------------- |
| 01 |           | Ingrid Desmedt    | LR    | Conseillère municipale de Levallois-Perret    |
| 02 |           | Éric Justice      | LR    | Conseiller municipal d'Asnières               |
| 03 |           | Nathalie Renault  | LR    | Adjointe au maire de Courbevoie               |
| 04 |           | Samuel Metias     | UDI   | Adjoint au maire de Colombes                  |
| 05 |           | Marie Luciot      | LR    | Conseillère municipale de La Garenne-Colombes |
| 06 |           | Guillaume Sergent | LR    | Avocat                                        |
| 07 |           | Sophie De Lamotte | LR    | Conseillère municipale de Suresnes            |
| 08 |           | Cyril Kirch       | LR    |                                               |
| 09 |           | Isabelle Rolland  | LR    | Adjointe au maire d'Antony                    |

### Portons la voix de nos collectivités et affirmons nos valeurs (Les Républicains)
| N° | Candidats | Candidats                   | Parti | Principale fonction                                                                         |
| -- | --------- | --------------------------- | ----- | ------------------------------------------------------------------------------------------- |
| 01 |           | Roger Karoutchi             | LR    | Sénateur sortant                                                                            |
| 02 |           | Isabelle Debré              | LR    | Sénatrice sortante, vice-présidente du conseil départemental, vice-présidente du Sénat      |
| 03 |           | Jacques Gautier             | LR    | Maire de Garches, président de l'Association des maires des Hauts-de-Seine, ancien sénateur |
| 04 |           | Marie-Dominique Aeschlimann | LR    | Conseillère régionale, adjointe au maire d'Asnières                                         |
| 05 |           | Benoit Bouldoires           | LR    | Adjoint au maire de Bois-Colombes                                                           |
| 06 |           | Nassera Hamza               | LR    | Adjointe au maire de Suresnes                                                               |
| 07 |           | Philippe Ribatto            | LR    | Adjoint au maire de Fontenay-aux-Roses                                                      |
| 08 |           | Erell Renouard              | LR    | Adjointe au maire de Châtillon                                                              |
| 09 |           | Alain-Bernard Boulanger     | LR    | Maire de Villeneuve la garenne                                                              |

### Avec vous pour nos communes (Union des démocrates et indépendants)
| N° | Candidats | Candidats           | Parti | Principale fonction                                                       |
| -- | --------- | ------------------- | ----- | ------------------------------------------------------------------------- |
| 01 |           | Hervé Marseille     | UDI   | Sénateur sortant, maire de Meudon, vice-président du Sénat                |
| 02 |           | Sylvie Mariaud      | UDI   | Conseillère régionale, adjointe au maire de Bois-Colombes                 |
| 03 |           | Philippe Laurent    | UDI   | Maire de Sceaux                                                           |
| 04 |           | Marie-Pierre Limoge | UDI   | Adjointe au maire de Courbevoie, vice-présidente du conseil départemental |
| 05 |           | Étienne Lengereau   | UDI   | Maire de Montrouge                                                        |
| 06 |           | Christine Quillery  | UDI   | Conseillère régionale, première adjointe au maire de Clamart              |
| 07 |           | Laurent Vastel      | UDI   | Conseiller départemental, maire de Fontenay-aux-Roses                     |
| 08 |           | Rita Demblon-Pollet | UDI   | Conseillère départementale, adjointe au maire de Rueil-Malmaison          |
| 09 |           | Patrick Donath      | UDI   | Maire de Bourg-la-Reine                                                   |

### Les Hauts-de-Seine au cœur de l'Europe et de l'innovation (La République en marche)
| N° | Candidats | Candidats               | Parti | Principale fonction                              |
| -- | --------- | ----------------------- | ----- | ------------------------------------------------ |
| 01 |           | André Gattolin          | LREM  | Sénateur sortant                                 |
| 02 |           | Catherine Marle         | LREM  | Adjointe au maire de Sèvres                      |
| 03 |           | Jean-François Rouzières | LREM  | Ancien conseiller municipal de Neuilly-sur-Seine |
| 04 |           | Martine Gouriet         | LREM  | Conseillère municipale de Châtillon              |
| 05 |           | Alexandre Bocquillon    | LREM  | Conseiller municipal de Saint-Cloud              |
| 06 |           | Delphine Meric          | LREM  | Conseillère municipale d'Asnières                |
| 07 |           | Michel Rakotoanosy      | LREM  |                                                  |
| 08 |           | Maud Bregeon            | LREM  |                                                  |
| 09 |           | Farid ben Malek         | LREM  | Conseiller municipal de Malakoff                 |

### Un nouveau souffle pour les Hauts-de-Seine (Parti socialiste)
| N° | Candidats | Candidats               | Parti | Principale fonction                             |
| -- | --------- | ----------------------- | ----- | ----------------------------------------------- |
| 01 |           | Xavier Iacovelli        | PS    | Conseiller municipal de Suresnes                |
| 02 |           | Thérèse Ngimbous Batjom | PS    | Adjointe au maire de Nanterre                   |
| 03 |           | Thierry Besançon        | DVG   | Conseiller municipal de Chaville                |
| 04 |           | Fabienne Gambiez        | UDE   | Conseillère municipale d'Issy-les-Moulineaux    |
| 05 |           | Vivien Gasq             | DVG   | Dirigeant associatif                            |
| 06 |           | Cécile Pavageau         | PS    | Avocate                                         |
| 07 |           | Francis Pian            | UDE   | Responsable de la section UDE de Clamart        |
| 08 |           | Saloua Hachemi          | PS    | Conseillère municipale de Villeneuve-la-Garenne |
| 09 |           | Nouraqa Balutch         | PS    | Conseiller municipal de Bagneux                 |

### À gauche pour défendre les territoires et les services publics de la République (Union de la gauche)
| N° | Candidats | Candidats                | Parti | Principale fonction                         |
| -- | --------- | ------------------------ | ----- | ------------------------------------------- |
| 01 |           | Pierre Ouzoulias         | PCF   | Conseiller départemental des Hauts-de-Seine |
| 02 |           | Zahra Boudjemaï          | DVG   | Adjointe au maire de Nanterre               |
| 03 |           | Francis Poézévara        | DVG   | Conseiller municipal de Puteaux             |
| 04 |           | Carmelina de Pablo       | DVG   | Conseillère municipale de Montrouge         |
| 05 |           | Saliou Ba                | DVG   | Conseiller municipal de Malakoff            |
| 06 |           | Brigitte Gonthier-Maurin | PCF   | Sénatrice sortante                          |
| 07 |           | Jean-Marc Feuillade      | DVG   | Conseiller municipal d'Antony               |
| 08 |           | Marie-Hélène Amiable     | PCF   | Maire de Bagneux                            |
| 09 |           | Jacques Bourgoin         | PCF   | Ancien maire de Gennevilliers               |

### Les Républicains libres et pragmatiques (LR dissidents)
| N° | Candidats | Candidats               | Parti | Principale fonction                              |
| -- | --------- | ----------------------- | ----- | ------------------------------------------------ |
| 01 |           | Bernard Lepidi          | LR    | Conseiller municipal de Neuilly-sur-Seine        |
| 02 |           | Karin Schoubye          | DVD   | Déléguée régionale de l'Union de la France forte |
| 03 |           | Jean-Charles Thouery    | LR    | Ancien adjoint au maire de Neuilly               |
| 04 |           | Alix Davonneau          | LR    |                                                  |
| 05 |           | Jacques Schleiffer      | LR    | Ancien adjoint au maire de Neuilly               |
| 06 |           | Sylvie Amouroux         | LR    |                                                  |
| 07 |           | Jean-Damien de Sinzogan | LR    | Conseiller national Les Républicains             |
| 08 |           | Béatrice Borg-Barrot    | DVD   |                                                  |
| 09 |           | Marc-André Sébaoun      | LR    | Dirigeant d'entreprise                           |

### Écologie Hauts-de-Seine soutenus par Europe Écologie Les Verts
| N° | Candidats | Candidats             | Parti | Principale fonction                              |
| -- | --------- | --------------------- | ----- | ------------------------------------------------ |
| 01 |           | Catherine Candelier   | EELV  | Conseillère municipale de Sèvres                 |
| 02 |           | Rodéric Aarsse        | EELV  | Adjoint au maire de Malakoff                     |
| 03 |           | Marie-Claude Fournier | EELV  | Ancienne adjointe au maire de Clichy             |
| 04 |           | David Mbanza          | EELV  | Conseiller municipal de Bois-Colombes            |
| 05 |           | Annie-Laure Hagel     | EELV  | Conseillère municipale d'Antony                  |
| 06 |           | Vincent Dubail        | EELV  | Ingénieur                                        |
| 07 |           | Ghizlaine Guessous    | EELV  | Conseillère municipale de Courbevoie             |
| 08 |           | Pierre Toulouse       | EELV  | Ingénieur, ancien conseiller municipal de Vanves |
| 09 |           | Hélène Bracon         | EELV  | Responsable de communication                     |

### Bleu marine pour la défense de nos communes et de nos départements (FN)
| N° | Candidats | Candidats          | Parti | Principale fonction                           |
| -- | --------- | ------------------ | ----- | --------------------------------------------- |
| 01 |           | Laurent Salles     | FN    | Conseiller municipal de Suresnes              |
| 02 |           | Floriane Deniau    | FN    | Conseillère municipale de Courbevoie          |
| 03 |           | Tommy Anou         | FN    | Conseiller municipal de Villeneuve-la-Garenne |
| 04 |           | Julia Carrasco     | FN    | Technicienne informatique                     |
| 05 |           | Damien Yvenat      | FN    | Conseiller municipal de Châtillon             |
| 06 |           | Lucia Laporte      | FN    | Administratrice d'association                 |
| 07 |           | Richard Croche     | FN    | Conseiller municipal de Courbevoie            |
| 08 |           | Agnès Lafitte      | FN    |                                               |
| 09 |           | Renaud Charbonnier | FN    | Conseiller municipal de Suresnes              |

### Pour un Sénat renouvelé et ambitieux pour nos collectivités (dissidents LR)
| N° | Candidats | Candidats            | Parti | Principale fonction                           |
| -- | --------- | -------------------- | ----- | --------------------------------------------- |
| 01 |           | Éric Berdoati        | LR    | Maire de Saint-Cloud                          |
| 02 |           | Alexandra Fourcade   | LR    | Conseillère départementale des Hauts-de-Seine |
| 03 |           | Fabien Hubert        | LR    | Conseiller municipal d'Antony                 |
| 04 |           | Sybille D’Aligny     | LR    | Conseillère municipale de Courbevoie          |
| 05 |           | Stéphane Pesic       | LR    | Adjoint au maire d'Asnières                   |
| 06 |           | Anne-Louise Mesadieu | LR    | Conseillère régionale d'Île-de-France         |
| 07 |           | Jean Prévost         | UDI   | Chef d'entreprise                             |
| 08 |           | Diane de Robiano     | LR    | Adjointe au maire de Vaucresson               |
| 09 |           | Jérôme Pardigon      | LR    | Cadre dirigeant                               |

## Résultats
| Tête de liste                                                                   | Tête de liste            | Liste                                | Voix  | %     | Sièges |
| ------------------------------------------------------------------------------- | ------------------------ | ------------------------------------ | ----- | ----- | ------ |
|                                                                                 | Philippe Pemezec         | Divers droite (LR)                   | 540   | 23,74 | 2      |
| Pour les communes et les libertés locales                                       |                          |                                      | 540   | 23,74 | 2      |
|                                                                                 | Roger Karoutchi          | Les Républicains                     | 385   | 16,92 | 1      |
| Portons la voix de nos collectivités et affirmons nos valeurs                   |                          |                                      | 385   | 16,92 | 1      |
|                                                                                 | Hervé Marseille          | Union des démocrates et indépendants | 325   | 14,29 | 1      |
| Avec vous, pour nos communes                                                    |                          |                                      | 325   | 14,29 | 1      |
|                                                                                 | André Gattolin           | La République en marche              | 218   | 9,58  | 1      |
| Les Hauts-de-Seine au cœur de l'Europe et de l'innovation                       |                          |                                      | 218   | 9,58  | 1      |
|                                                                                 | Pierre Ouzoulias         | Divers gauche (PCF)                  | 217   | 9,54  | 1      |
| À gauche pour défendre les territoires et les services publics de la République |                          |                                      | 217   | 9,54  | 1      |
|                                                                                 | Xavier Iacovelli         | Parti socialiste (UDE)               | 199   | 8,75  | 1      |
| Un nouveau souffle pour les Hauts-de-Seine                                      |                          |                                      | 199   | 8,75  | 1      |
|                                                                                 | Ingrid Desmedt           | Divers droite (LR - UDI)             | 188   | 8,26  | 0      |
| Génération 2014 - Réveillons le Sénat !                                         |                          |                                      | 188   | 8,26  | 0      |
| Éric Berdoati                                                                   | Divers droite (LR - UDI) | 152                                  | 6,68  | 0     |        |
| Pour un Sénat renouvelé et ambitieux pour nos collectivités                     |                          | 152                                  | 6,68  | 0     |        |
|                                                                                 | Catherine Candelier      | Écologiste (EELV)                    | 26    | 1,14  | 0      |
| Écologie Hauts-de-Seine, soutenue par Europe Écologie Les Verts                 |                          |                                      | 26    | 1,14  | 0      |
|                                                                                 | Laurent Salles           | Front national                       | 18    | 0,79  | 0      |
| Bleu marine pour la défense de nos communes et de nos départements              |                          |                                      | 18    | 0,79  | 0      |
|                                                                                 | Bernard Lepidi           | Divers droite (LR)                   | 7     | 0,31  | 0      |
| Les Républicains libres et pragmatiques                                         |                          |                                      | 7     | 0,31  | 0      |
|                                                                                 |                          |                                      |       |       |        |
| Suffrages exprimés                                                              | Suffrages exprimés       | Suffrages exprimés                   | 2 275 | 98,74 |        |
| Votes blancs                                                                    | Votes blancs             | Votes blancs                         | 12    | 0,52  |        |
| Votes nuls                                                                      | Votes nuls               | Votes nuls                           | 17    | 0,74  |        |
| Total                                                                           | Total                    | Total                                | 2 304 | 100   | 7      |
| Abstention                                                                      | Abstention               | Abstention                           | 42    | 1,79  |        |
| Inscrits / participation                                                        | Inscrits / participation | Inscrits / participation             | 2 346 | 98,21 |        |

### Sénateurs élus
| Élus | Élus              | Parti |
| ---- | ----------------- | ----- |
|      | Pierre Ouzoulias  | PCF   |
|      | Xavier Iacovelli  | PS    |
|      | André Gattolin    | LREM  |
|      | Hervé Marseille   | UDI   |
|      | Roger Karoutchi   | LR    |
|      | Philippe Pemezec  | LR    |
|      | Christine Lavarde | LR    |

Les résultats ont été contestés sans succès devant le Conseil constitutionnel,.